# Liste des pays par taux d'armement

Carte du nombre d'armes à feu civiles par habitant selon le pays, d'après le Small Arms Survey 2007.

La liste des pays par taux d'armement est un classement des pays du monde selon une estimation du nombre d'armes à feu par habitant (nombre de petites armes à feu possédées par des civils divisé par le nombre total d'habitants),,.
Le Small Arms Survey 2007, fournit une estimation du nombre total connu d'armes à feu appartenant à des civils dans un pays par groupe de 100 personnes. Ces chiffres ne précisent pas quel est le pourcentage de la population à qui ces armes appartiennent.
Ces chiffres ne représentent pas directement le nombre d'armes à feu disponibles, étant donné que dans certains pays tels qu'Israël un nombre important de civils utilisent des armes militaires appartenant au gouvernement et à l'armée, ces armes en leur possession, ne seront pas incluses dans les chiffres ci-dessous. La détention d'armes en Israël n'est que d'un treizième de celle des États-Unis, en partie à cause de la limitation de la possession d'armes  « aux personnes travaillant dans la sécurité, aux personnes qui transportent des objets de valeur ou des explosifs, aux résidents de la Cisjordanie, et aux chasseurs ».
Le taux de détention signalé est une évaluation moyenne tirée d'une enquête réalisée par le Small Arms Survey 2007. Cette enquête donne également une fourchette d'estimations qui sont fondées sur d'autres enquêtes donnant des estimations. À noter que pour certains pays, cette marge d'erreur est considérable. Par exemple, le Yémen, classé en haut de la liste avec un taux de possession de 54,8, a une estimation basse de 28,6 et une estimation haute de 81,1. Alors que les États-Unis sont, sans ambiguïté,  classés en tête de cette liste, le Yémen (compte tenu de la marge d'erreur) peut se classer n'importe où entre la 2e et la 18e position.

## Liste des pays par taux d'armement
Les données ont été acquises par GunPolicy.org et sont principalement basées sur des sondages de seconde main de 2007 (Karp, Aaron. 2007. "Completing the Count: Civilian firearms - Annexe online." Small Arms Survey 2007: Guns and the City. Cambridge: Cambridge University Press, 27 August) et de 1999 (United Nations. 1999. "Analysis of Country Responses." United Nations International Study on Firearm Regulation.) 
Les chiffres mis à jour sont calculés par gunpolicy.org. Les chiffres cités sont des estimations pour les « armes à feu possédées par des civils (tant licites qu'illicites) ».
- L'italique dans cette liste indique qu'il y a plusieurs États avec une reconnaissance limitée.

| Rang | Pays                             | Armes à feu % hab | Notes |
| ---- | -------------------------------- | ----------------- | --- |
| 1    | États-Unis                       | 88,8              | Selon le Congressional Research Service, Il y a environ deux fois plus d'armes à feu par habitant aux États-Unis d'Amérique qu'il n'y en avait en 1968 : plus de 300 millions d'armes à feu au total. |
| 2    | Serbie                           | 58,21             | |
| 3    | Yemen                            | 54,8              | |
| 4    | Chypre                           | 36,4              | |
| 5    | Arabie saoudite                  | 35                | |
| 6    | Finlande                         | 34,2              | (Le chiffre n'est pas concordant avec la carte présentée au début de cet article). |
| 7    | Irak                             | 34,2              | |
| 8    | Uruguay                          | 31,8              | |
| 9    | Suède                            | 31,6              | Selon l'agence nationale de la police suédoise, en 2006, il y a un total de 656 000 individus qui avaient une licence pour une arme ou plus soit 6,5 % de la population[pas clair]. Il y avait 2 032 000 armes à feu soit 21 armes à feu pour 100 résidents. De ces 2 032 000 armes à feu, 959 000 étaient des fusils, 726 000 des fusils de chasse, 122 000 des fusils doubles, 88 000 des pistolets, 55 000 des revolvers, 3 000 des armes automatiques et 78 000 composants d'armes. |
| 10   | Norvège                          | 31,3              | |
| 11   | Canada                           | 30,8              | |
| 12   | Autriche                         | 30,4              | Ce nombre vient du livre blanc de WFSA de l'année 2000, qui cite « Personal communication from the head of Austrian Arms Traders Association » ; le nombre réel peut être différent. |
| 13   | Islande                          | 30,3              | |
| 14   | Allemagne                        | 30,3              | |
| 15   | Suisse                           | 27,58             | Chiffres datant de 2017 |
| 16   | Oman                             | 25,5              | |
| 17   | Bahreïn                          | 24,8              | |
| 18   | Koweït                           | 24,8              | |
| 19   | République de Macédoine          | 24,1              | |
| 20   | Monténégro                       | 23,1              | |
| 21   | Nouvelle-Zélande                 | 22,6              | |
| 22   | Grèce                            | 22,5              | |
| 23   | Émirats arabes unis              | 22,1              | |
| 24   | Croatie                          | 21,7              | |
| 25   | Australie                        | 21,7              | L'État de Tasmanie a le plus grand nombre de possesseurs d'armes à feu en Australie avec plus de 25 armes à feu pour 100 personnes. |
| 26   | Panama                           | 21,7              | |
| 27   | Liban                            | 21                | |
| 28   | Guinée équatoriale               | 19,9              | |
| 29   | Qatar                            | 19,2              | |
| 30   | Lettonie                         | 19                | |
| 31   | Pérou                            | 18,8              | |
| 32   | Angola                           | 17,3              | |
| 33   | Bosnie-Herzégovine               | 17,3              | |
| 34   | Belgique                         | 17,2              | |
| 35   | Paraguay                         | 17                | |
| 36   | République tchèque               | 16,3              | |
| 37   | Thaïlande                        | 15,6              | |
| 38   | Libye                            | 15,5              | |
| 39   | Luxembourg                       | 15,3              | |
| 40   | Mexique                          | 15                | |
| 41   | France                           | 14,96             | |
| 42   | Maurice                          | 14,7              | |
| 43   | Guyana                           | 14,6              | |
| 44   | Gabon                            | 14                | |
| 45   | Slovénie                         | 13,5              | |
| 46   | Suriname                         | 13,4              | |
| 47   | Guatemala                        | 13,1              | |
| 48   | Afrique du Sud                   | 12,7              | |
| 49   | Namibie                          | 12,6              | |
| 50   | Arménie                          | 12,5              | |
| 51   | Turquie                          | 12,5              | |
| 52   | Danemark                         | 12                | |
| 53   | Italie                           | 11,9              | |
| 54   | Malte                            | 11,9              | |
| 55   | Pakistan                         | 11,6              | |
| 56   | Jordanie                         | 11,5              | |
| 57   | Chili                            | 10,7              | |
| 58   | Venezuela                        | 10,7              | Le nombre ci contre est très probablement sous-estimé. Le nombre d'armes à feu pour 100 habitants serait plus proche de 50, avec un nombre estimé à 9-15 millions d'armes à feu détenues illégalement par des civils. |
| 59   | Espagne                          | 10,4              | |
| 60   | Argentine                        | 10,2              | |
| -    | Monde                            | 10,2              | |
| 61   | Belize                           | 10                | |
| 62   | Costa Rica                       | 9,9               | |
| 63   | Estonie                          | 9,2               | |
| 64   | Somalie                          | 9,1               | |
| 65   | Transnistrie                     | 9,1               | |
| 66   | Russie                           | 8,9               | |
| 67   | Zambie                           | 8,9               | |
| 68   | Albanie                          | 8,6               | |
| 69   | Portugal                         | 8,5               | |
| 70   | Slovaquie                        | 8,3               | |
| 71   | Brésil                           | 8,29              | |
| 72   | Jamaïque                         | 8,1               | |
| 73   | Barbade                          | 7,8               | |
| 74   | Nicaragua                        | 7,7               | |
| 75   | Algérie                          | 7,6               | |
| 76   | Biélorussie                      | 7,3               | |
| 77   | Géorgie                          | 7,3               | |
| 78   | Iran                             | 7,3               | |
| 79   | Israël                           | 7,3               | Ce chiffre n'inclut pas le nombre d'armes à feu du gouvernement utilisées par des civils |
| 80   | Moldavie                         | 7,1               | |
| 81   | Ukraine                          | 6,6               | |
| 82   | Royaume-Uni                      | 6,6               | |
| 83   | Maldives                         | 6,5               | |
| 84   | Kenya                            | 6,4               | |
| 85   | Swaziland                        | 6,4               | |
| 86   | Bulgarie                         | 6,2               | |
| 87   | Honduras                         | 6,2               | |
| 88   | Colombie                         | 5,9               | |
| 89   | El Salvador                      | 5,8               | |
| 90   | Hongrie                          | 5,5               | |
| 91   | Soudan Soudan du Sud             | 5,5               | |
| 92   | Cap-Vert                         | 5,4               | |
| 93   | Seychelles                       | 5,4               | |
| 94   | Bahamas                          | 5,3               | |
| 95   | République dominicaine           | 5,1               | |
| 96   | Mozambique                       | 5,1               | |
| 97   | Maroc                            | 5                 | |
| 98   | Botswana                         | 4,9               | |
| 99   | Chine                            | 4,9               | |
| 100  | Cuba                             | 4,8               | |
| 101  | Philippines                      | 4,7               | |
| 102  | Afghanistan                      | 4,6               | |
| 103  | République de Chine (Taïwan)     | 4,6               | |
| 104  | Zimbabwe                         | 4,6               | |
| 105  | Cambodge                         | 4,3               | |
| 106  | Irlande                          | 4,3               | |
| 107  | Inde                             | 4,2               | |
| 108  | Birmanie                         | 4                 | |
| 109  | Pays-Bas                         | 3,9               | |
| 110  | Syrie                            | 3,9               | |
| 111  | Turkménistan                     | 3,8               | |
| 112  | Azerbaïdjan                      | 3,5               | |
| 113  | Égypte                           | 3,5               | |
| 114  | Bhoutan                          | 3,5               | |
| 115  | Palestine                        | 3,4               | |
| 116  | Bolivie                          | 2,8               | |
| 117  | Cameroun                         | 2,8               | |
| 118  | Djibouti                         | 2,8               | |
| 119  | Congo                            | 2,7               | |
| 120  | Lesotho                          | 2,7               | |
| 121  | Côte d'Ivoire                    | 2,4               | |
| 122  | Sénégal                          | 2                 | |
| 123  | Mongolie                         | 1,9               | |
| 124  | Comores                          | 1,8               | |
| 125  | Viêt Nam                         | 1,7               | |
| 126  | Guinée-Bissau                    | 1,6               | |
| 127  | Liberia                          | 1,6               | |
| 128  | Mauritanie                       | 1,6               | |
| 129  | Trinité-et-Tobago                | 1,6               | |
| 130  | Malaisie                         | 1,5               | |
| 131  | Nigeria                          | 1,5               | |
| 132  | Sri Lanka                        | 1,5               | |
| 133  | Ouzbékistan                      | 1,5               | |
| 134  | Bénin                            | 1,4               | |
| 135  | Brunei                           | 1,4               | |
| 136  | République démocratique du Congo | 1,4               | |
| 137  | Tanzanie                         | 1,4               | |
| 138  | Ouganda                          | 1,4               | |
| 139  | Équateur                         | 1,3               | |
| 140  | Kazakhstan                       | 1,3               | |
| 141  | Pologne                          | 1,3               | Selon les statistiques de la police il y a une arme à feu pour 100 habitant en 2015. |
| 142  | Burundi                          | 1,2               | |
| 143  | Laos                             | 1,2               | |
| 144  | Guinée                           | 1,2               | |
| 145  | Papouasie-Nouvelle-Guinée        | 1,2               | |
| 146  | Burkina Faso                     | 1,1               | |
| 147  | Tchad                            | 1,1               | |
| 148  | Corée du Sud                     | 1,1               | |
| 149  | Mali                             | 1,1               | |
| 150  | République centrafricaine        | 1                 | |
| 151  | Tadjikistan                      | 1                 | |
| 152  | Togo                             | 1                 | |
| 153  | Kirghizistan                     | 0,9               | |
| 154  | Gambie                           | 0,8               | |
| 155  | Madagascar                       | 0,8               | |
| 156  | Népal                            | 0,8               | |
| 157  | Lituanie                         | 0,7               | |
| 158  | Malawi                           | 0,7               | |
| 159  | Niger                            | 0,7               | |
| 160  | Roumanie                         | 0,7               | |
| 161  | Haïti                            | 0,6               | |
| 162  | Japon                            | 0,6               | |
| 163  | Corée du Nord                    | 0,6               | |
| 164  | Rwanda                           | 0,6               | |
| 165  | Sierra Leone                     | 0,6               | |
| 166  | Bangladesh                       | 0,5               | |
| 167  | Érythrée                         | 0,5               | |
| 168  | Fidji                            | 0,5               | |
| 169  | Indonésie                        | 0,5               | |
| 170  | Singapour                        | 0,5               | |
| 171  | Éthiopie                         | 0,4               | |
| 172  | Ghana                            | 0,4               | |
| 173  | Salomon                          | 0,4               | |
| 174  | Timor oriental                   | 0,3               | |
| 175  | Tunisie                          | 0,1               | |